# Меруана
Меруана (араб. مروانة‎, бербер.: ) — город на северо-востоке Алжира, в вилайяте Батна. Значительная часть населения — берберы (шауйя), говорящие на шауйя.

## География
Территория города Меруана расположена в центре вилайета Батна. Меруана является сейсмически опасной зоной.

## История
Город был основан римлянами в 127 году н. э. и в тот период назывался Ламасба; античные руины были обнаружены в 1877 году. В V веке был захвачен вандалами, позже отвоёван Византией, затем арабами. Во время завоевания территории Алжира Османской империей местная крепость была разрушена, но позже восстановлена. В XIX веке был захвачен французами, статус города получил в 1909 году.